# Жуниор Кайсара
Уилсон де Соуза Паула Жуниор (на португалски език – Uilson de Souza Paula Júnior, познат само като Жуниор Кайсара), роден на 27 април 1989 г. е натурализиран български професионален футболист роден в Бразилия, състезател на Лудогорец от 2012 до 2015 г.

## Кариера

### „Лудогорец“
Дебютира за „Лудогорец“ на 11 юли 2012 г. във финала за суперкупата на България срещу „Локомотив" (Пловдив) като отбелязва първия гол за „Лудогорец“. Срещата завършва 3 – 1 за „Лудогорец“ . Този гол остава единствен в кариерата му в „Лудогорец“ и не се отчита за статистиката, тъй като не е от мач в А ПФГ.

### „Шалке 04“
Кайсара подписва тригодишен договор до 30 юни 2018 с отбора от немската Бундеслига Шалке 04 на 24 юни 2015 г.. Първия си официален мач за „кралскосините“ изиграва в мач за Купата на Германия срещу Дуисбург, спечелен от Шалке с 5:0, а дебютът му в Бундеслигата е във втория кръг на сезона 2015/16 при равенството 1:1 срещу новака Дармщат. На 17 септември 2015 в мач срещу АПОЕЛ Никозия изиграва първата си среща в европейските клубни турнири за Шалке 04, а отборът му печели с 3:0. Въпреки че участва в 32 срещи във всички турнири, Кайсара не успява да спечели твърдо титулярно място под ръководството на треньора Андре Брайтенрайтер. Това не се променя за десния краен защитник и през следващия сезон 2016/17, когато отбора се ръководи от Маркус Вайнцийрл.

## Статистика по сезони[3]
| Сезон   | Отбор          | Първенство   | Мачове | Голове |
| ------- | -------------- | ------------ | ------ | ------ |
| 2010/11 | Жил Висенте    | Лига де Онра | 28     | 1      |
| 2011/12 | Жил Висенте    | Лига Сагреш  | 28     | 0      |
| 2012/13 | Лудогорец (Рз) | А група      | 28     | 0      |
| 2013/14 | Лудогорец (Рз) | А група      | 29     | 0      |
| 2014/15 | Лудогорец (Рз) | А група      | 26     | 0      |
| 2015/16 | Шалке 04       | Бундеслига   | 23     | 0      |
| 2016/17 | Шалке 04       | Бундеслига   | 2      | 0      |

## Отличия
Жил Висенте
- Лига де Онра – 1 път шампион (2010/11)

Лудогорец (Разград)
- А футболна група – 3 пъти шампион (2012/13, 2013/14, 2014/15)
- Купа на България – 2 пъти носител (2011/12, 2013/14)
- Суперкупа на България – 2 пъти носител (2012, 2014)

Истанбул Башакшехир
- Турска Суперлига – 1 път шампион (2019/20)